# 마르틴 하르니크
마르틴 하르니크 (Martin Harnik, 1987년 6월 10일 함부르크 ~)는 독일 태생의 오스트리아 축구 선수로, 현재 TuS 다센도르프 소속이다.

## 클럽 경력
독일 함부르크 출신으로 독일인 어머니와 오스트리아인 아버지 (슈타이어마르크주 그라츠 출신) 사이에서 태어났다. 그는 1992년에 SC 비어-운트 마슐란데에서 축구를 시작하였다. 2006년 초, 그는 3부리그의 SV 베르더 브레멘 2군과 계약하였다.
중족골 골절로 인하여, 하르니크는 2007년 초의 모든 경기를 결장하였다. 2007-08 시즌, 그는 브레멘 1군으로 승격되었고, 2010년까지 계약하였다.
2007년 8월 15일, 당시 20세였던 그는 UEFA 챔피언스리그 3차 예선 NK 디나모 자그레브 1차전에서 데뷔를 하였다. (결과는 2-1 승)
그의 1 분데스리가 데뷔전은 열흘 뒤 있었고, 상대는 1. FC 뉘른베르크였다. (1-0 승) 61분에 교체투입되어, 그는 69분에 결승골을 삽입하였다. 2009년 8월 24일, 그는 브레멘을 자유 이적신분으로 떠났다. 6일 후, 포르투나 뒤셀도르프가 그를 영입하였다.
1시즌 후, 포르투나는 1부리그 승격을 안타깝게 놓쳤고, 2010년 4월 26일에 하르니크의 이적을 선언하였다.
2010년 7월, 그는 VfB 슈투트가르트와 계약하였다.

## 국가대표 경력
하르니크는 독일 축구 국가대표팀으로 뛸 수 있었지만, 오스트리아에 거주한 적이 없음에도 불구하고, DFB가 아닌 ÖFB가 관여하는 청소년 팀으로 차출됨에 따라 오스트리아 축구 국가대표팀에 합류하였다.
그는 1-1 무승부로 끝난 빈에서의 체코와의 2007년 8월 22일 경기에 데뷔하였다. 투입된지 6분만에 그는 78분 동점골을 득점하였다.
그 후, UEFA 유로 2008의 명단에 포함되었다. 하르니크는 세 번의 조별리그 경기에 출장하였지만, 오스트리아는 조별 리그에서 탈락하였다.